# Radithor

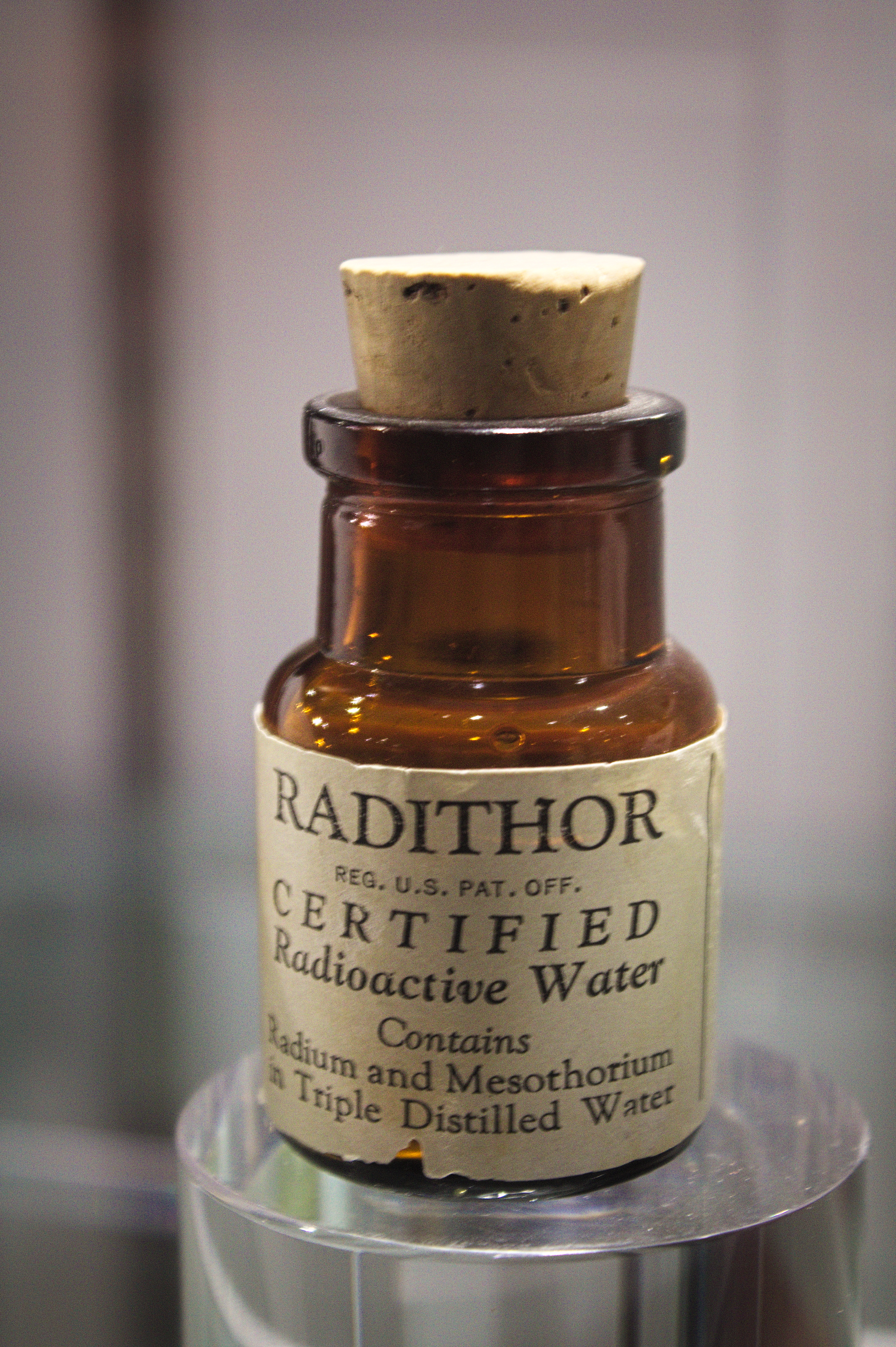
Una botella de Radithor en el Museo Nacional de Ciencia e Historia Nuclear en Nuevo México, EE. UU.

Radithor fue un medicamento patentado, un ejemplo bien conocido de charlatanería radioactiva y, específicamente, de una aplicación excesivamente amplia y pseudocientífica del principio de hormesis por radiación. Consistía en agua destilada tres veces, que contenía de mínimo 1 microcurie (27 kBq) de cada isótopo de radio 226 y 228.
La época de Radithor y los elixires radiactivos terminó en 1932, con la muerte prematura de uno de sus usuarios más fervientes, Eben Byers, un industrial estadounidense. La historia de Radithor se considera una aplicación excesiva y pseudocientífica de la hormesis por radiación. Esta historia lleva al fortalecimiento del control regulatorio de productos farmacéuticos y radioactivos.

## Historia
Radithor fue fabricado desde 1918 hasta 1928 por Bailey Radium Laboratories, Inc., de East Orange (Nueva Jersey). El propietario de la empresa y director de los laboratorios figuraba como William J. A. Bailey, que había abandonado sus estudios en la Universidad de Harvard, por lo que no era médico. Fue anunciado como «Una cura para los muertos vivientes», así como «Luz solar permanente». Se afirmó que el costoso producto curaba la impotencia, entre otros males.

### Polémica
Eben Byers, adinerado miembro de la alta sociedad de EE. UU., atleta, industrial y graduado de la Universidad de Yale, murió de envenenamiento por radio Radithor en 1932 y fue enterrado en un ataúd revestido de plomo; al ser exhumado en 1965 para su estudio, sus restos aún eran muy radiactivos y daban 225 000 bequerelios. En comparación, los estimados 0.0169 g de potasio-40 presentes en un cuerpo humano típico producen aproximadamente 4400 bequerelios.
La muerte de Byers provocó el fortalecimiento de los poderes de la Administración de Medicamentos y Alimentos y la desaparición de la mayoría de los medicamentos patentados a base de radiación. Un artículo del Wall Street Journal (1 de agosto de 1990) que describía el incidente de Byers se titulaba «El agua con radio funcionó bien hasta que se le cayó la mandíbula».